# Цезарь (салат)
«Цезарь» — овощной салат. Популярное блюдо американской кухни (иногда относят к мексиканской или итальянской кухне).

## История
Салат получил название не по имени Гая Юлия Цезаря, а по имени человека, наиболее часто называемого автором этого блюда — американского повара итальянского происхождения Цезаря Кардини, который в 1920—1940-х годах владел несколькими ресторанами в городе Тихуана, находящемся на территории Мексики (поскольку от Сан-Диего Тихуану отделяет только граница, такое выгодное положение позволяло Кардини избегать ограничений Сухого закона). По легенде, салат был изобретён Кардини 4 июля 1924 года (в День независимости США), когда на кухне почти ничего не осталось, а посетители требовали пищи. В 1953 году салат «Цезарь» отмечен Эпикурейским обществом в Париже как «лучший рецепт, появившийся в Италии за последние 50 лет».
По свидетельству дочери Цезаря Кардини, её отец, вопреки распространённой версии рецепта, никогда не добавлял в салат анчоусы (лёгкий рыбный привкус в соусе обуславливается наличием анчоусов в составе вустерского соуса). Легенда о том, что в салате якобы присутствовали анчоусы, появилась благодаря брату Цезаря, Алексу Кардини, который добавил анчоусы и назвал блюдо «Салат авиатора» (Алекс служил военным лётчиком).
В 1970-х годах дочь Кардини сказала, что оригинальный рецепт включал в себя целые листья салата, которые гости ресторана должны были поднять за стебель и съесть пальцами; вареные яйца; и итальянское оливковое масло.
Хотя оригинальный рецепт не содержал анчоусов, современные рецепты обычно включают анчоусы в качестве основного ингредиента, который часто эмульгируется в бутылочных версиях. Заправки Caesar в бутылках сейчас производятся и продаются многими компаниями.

## Рецепт
В классической версии основными ингредиентами салата являются пшеничные гренки, листья салата ромэн и тёртый пармезан, заправленные особым соусом, который и составляет суть рецепта. Основа заправки (соуса) «Цезарь» — свежие яйца (желтки), выдержанные 1 минуту в кипятке и охлаждённые. Яйца взбиваются с оливковым маслом и приправляются чесноком, лимонным соком и вустерским соусом. В классическом виде салат получается довольно лёгким, поэтому к нему часто добавляют более калорийные продукты, например, варёную или жареную курицу. В диетическом же рецепте заправки чаще всего используют сметану или йогурт: с молочным продуктом смешивают дольку чеснока, чёрный перец и ложку горчицы. Сохраняется классический вкус цезаря, а также блюдо помогает держать себя в форме.
Помимо классических, существует много современных интерпретаций рецепта. Они отличаются ингредиентами и заправками (горчичные, сметанные, йогуртные, майонезные и др.).